# Расикский грот
Расикский грот — участок правого берега реки Кизел с выходами известняка, пещерами, гротами, карстовой аркой и карстовыми источниками примерно в 1,5 км к северу от ж.-д. станции Расик на территории Кизеловского городского округа в Пермском крае, Россия. Ландшафтный памятник природы Пермского края. В пещере Расикский Грот протяженностью 28 м найдены кости плейстоценовой фауны и каменный скребок эпохи палеолита.